# Jerxheim
Jerxheim er en kommune i den sydlige del af Landkreis Helmstedt, i den sydøstlige del af den tyske delstat Niedersachsen. Den har en befolkning på omkring 1150 mennesker (2012), og er
en del af, og administrationsby i amtet (Samtgemeinde) Heeseberg.

## Geografi
Jerxheim ligger syd for Naturpark Elm-Lappwald og nord for højdedraget Huy. Kommunen ligger ved det afvandede vådområde Großen Bruch ved foden af det 200 meter høje Heeseberg som amtet har navn efter.

### Nabokommuner
Nabokommuner er Söllingen, Twieflingen, Ingeleben, Beierstedt, Gevensleben og Dedeleben (Sachsen-Anhalt)